# Dębno (gemeente in het district Brzesko)
De gemeente Dębno is een landgemeente in de Poolse provincie Klein-Polen, in het district Brzesko.
De zetel van de gemeente is in Dębno.
Op 30 juni 2004 telde de gemeente 13 862 inwoners.

## Oppervlaktegegevens
In 2002 bedroeg de totale oppervlakte van gemeente Dębno 81,51 km², waarvan:
- agrarisch gebied: 75%
- bossen: 17%

De gemeente beslaat 13,82% van de totale oppervlakte van het district.

## Demografie
Stand op 30 juni 2004:
| Omschrijving                   | Totaal | Totaal | Vrouwen | Vrouwen | Mannen | Mannen |
| ------------------------------ | ------ | ------ | ------- | ------- | ------ | ------ |
| eenheid                        | aantal | %      | aantal  | %       | aantal | %      |
| inwoners                       | 13 862 | 100    | 7061    | 50,9    | 6801   | 49,1   |
| bevolkingsdichtheid (inw./km²) | 170,1  | 170,1  | 86,6    | 86,6    | 83,4   | 83,4   |

In 2002 bedroeg het gemiddelde inkomen per inwoner 1293,02 zł.

## Administratieve plaatsen (sołectwo)
Biadoliny Szlacheckie, Dębno, Doły, Jastew, Jaworsko, Łoniowa, Łysa Góra, Maszkienice, Niedźwiedza, Perła, Porąbka Uszewska, Sufczyn, Wola Dębińska.

## Aangrenzende gemeenten
Borzęcin, Brzesko, Czchów, Gnojnik, Wojnicz, Zakliczyn